# Graham Gooch
Graham Alan Gooch, OBE, DL (* 23. Juli 1953 in Whipps Cross, Leytonstone, Essex) ist ein ehemaliger englischer Cricketspieler und früherer Kapitän von England und des Essex County Cricket Clubs.

## Karriere
Während seiner von 1973 bis 1997 (nur 2000 spielte er noch einmal) dauernden aktiven Karriere war er ein sehr erfolgreicher rechtshändiger Batter. Er hält mit insgesamt 67.057 Runs den Weltrekord für die meisten erzielten Runs in allen Spielformen zusammengenommen. Mit 8.900 Runs aus 118 Tests hat er die meisten Runs für England in Test-Matches erreicht und ist einer von nur 25 Spielern, die mindestens 100 First-Class-Centurys erzielt haben. 2009 wurde er in die ICC Cricket Hall of Fame aufgenommen.
Der Start seinen internationalen Karriere für England war der erste Ashes-Test 1975 in Edgbaston, das er allerdings mit einem Pair, d. h. null Runs aus beiden Innings begann. Nachdem auch sein zweites Spiel nicht viel erfolgreicher war, musste er bis 1978 auf seinen nächsten Einsatz in Tests warten. Als Mitglied der umstrittenen sogenannten rebel tour nach Südafrika 1982 wurde er, zusammen mit anderen Spielern wie Geoff Boycott, Alan Knott und Bob Woolmer, für drei Jahre international gesperrt. 1988 wurde er erstmals englischer Kapitän und erzielte 1990 in Lord’s gegen Indien mit 333 und 123 Runs in den beiden Innings den heute noch bestehenden Rekord für die meisten Runs in einem Test-Match überhaupt.
Gooch war auch ein rechtshändiger medium-pace Bowler und erzielte in seiner First-Class Karriere immerhin 246 Wickets bei einem ansehnlichen Durchschnitt von 34,37 Runs/Wicket. Mit seinem Team Essex CCC gewann er zwischen 1979 und 1992 sechsmal die County Championship sowie einige Ein-Tages-Wettbewerbe, wobei er insbesondere im Benson & Hedges Cup sehr erfolgreich war.